# Urbise (Fluss)
Die Urbise ist ein Fluss in Frankreich, der in den Regionen Auvergne-Rhône-Alpes und Bourgogne-Franche-Comté verläuft. Sie entspringt beim Weiler Real, im südlichen Gemeindegebiet von Montaiguët-en-Forez, entwässert anfangs in südlicher und östlicher Richtung unter dem Namen Fontgornay, dreht dann auf Nordost und mündet nach rund 28 Kilometern im Gemeindegebiet von Bourg-le-Comte als linker Nebenfluss in die Loire. In ihrem Mündungsabschnitt quert die Urbise den Schifffahrtskanal Canal de Roanne à Digoin. Auf ihrem Weg berührt sie die Départements Allier, Loire und Saône-et-Loire.

## Orte am Fluss
(Reihenfolge in Fließrichtung)
- Civette, Gemeinde Montaiguët-en-Forez
- Sail-les-Bains
- Urbise
- Céron
- Les Fondreaux, Gemeinde Bourg-le-Comte
- Les Millerands, Gemeinde Chambilly